# 建豐省

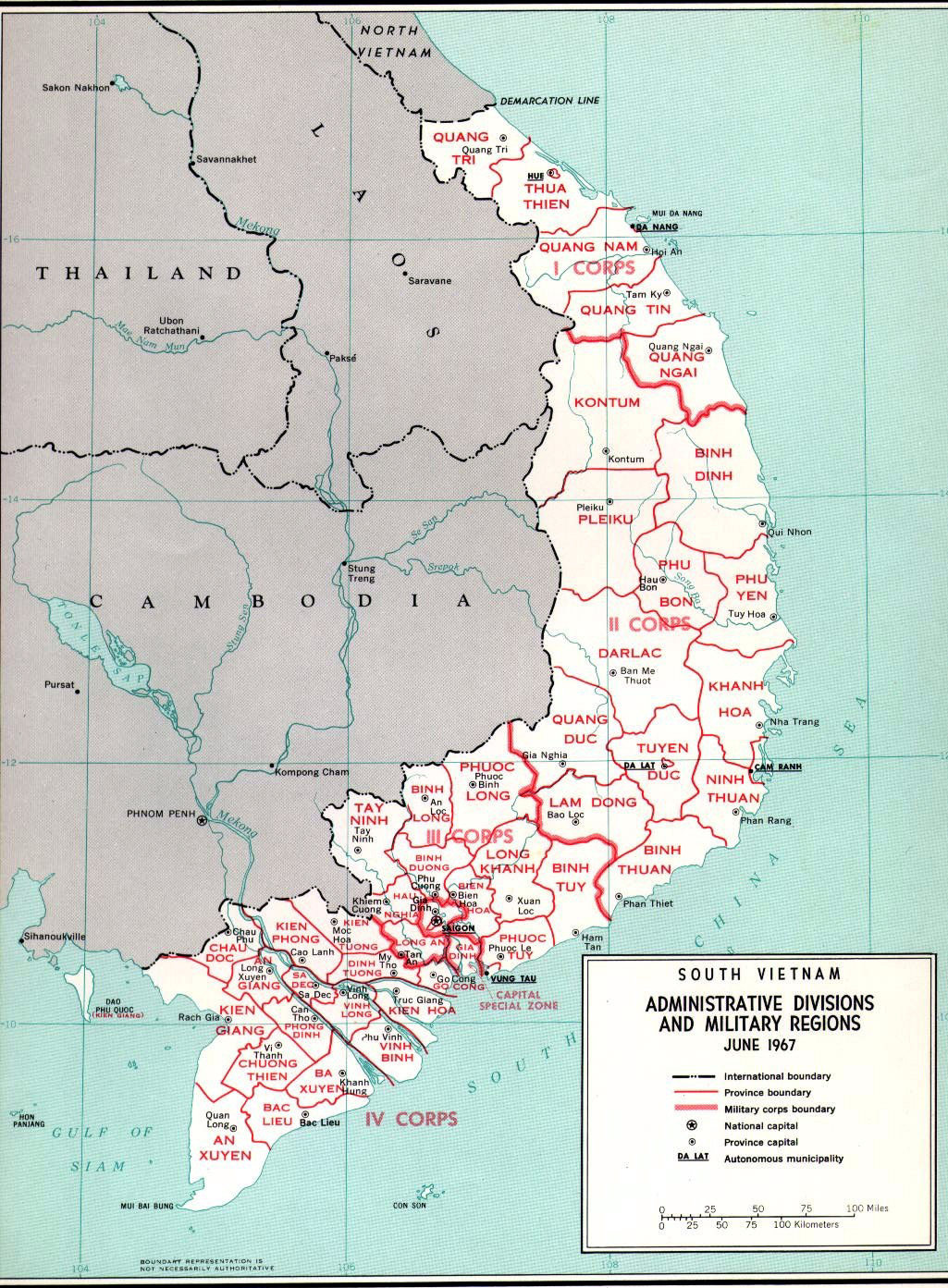
1967年的地圖顯示了越南共和國建豐省的省界

建豐省（越南语：／）是越南曾經設立的一個省。該省占地面積2,615平方公里，毗鄰建祥省、定祥省、沙瀝省、安江省、朱篤省。
1975年11月，越南南方共和國臨時革命政府將建豐省並入同塔省。

## 行政區劃
1970年，建豐省下轄6郡。
- 高嶺郡
- 鴻御郡
- 清平郡
- 美安郡
- 建文郡
- 同進郡